# Graciete Santana
Graciete Santana, född 12 oktober 1980, död 16 september 2021, var en friidrottare från Brasilien. Hon deltog vid olympiska sommarspelen 2016.